# Alistair Brammer
Alistair Brammer, född 12 november 1988 i Exeter, är en brittisk skådespelare.
Brammer har bland annat medverkat i TV-serien Kommissarie Dalgliesh. Han har även medverkat i filmen The Watchers.

## Filmografi (i urval)
- 2023 – Kommissarie Dalgliesh (TV-serie)
- 2024 – The Watchers